# Dream Power ジョン・レノン スーパー・ライヴ
『Dream Power ジョン・レノン スーパー・ライヴ』は、ジョン・レノン音楽祭の一環として、ジョン・レノンのパートナーであり、前衛芸術家のオノ・ヨーコのDream Powerの提唱の下、アジア・アフリカの教育機会に恵まれない子どもたちの学校建設資金を売上金からチャリティするため、2001年からジョンの誕生日もしくは命日あたりで毎年行われている、チャリティ・コンサートである。
平和活動を続けたジョン・レノンのスピリットを継承する目的もあるため、ジョン・レノンのトリビュートライブという性質や平和イベントという性質もある。
主催はジョン・レノン音楽祭実行委員会。名誉音楽プロデューサーはジョージ・マーティン（ビートルズのプロデューサー）。音楽祭総合プロデューサーは斉藤早苗（ザ・ビートルズ・クラブ会長）。
2001年〜2003年まではさいたまスーパーアリーナで行われていたが、2004年から日本武道館で行われるようになり、会場の観客全員にオノコードという電池式LEDミニペンライトを配布し、ライブ中に「I Love You」という光によるメッセージサインを送り合い、会場全体が参加する意味合いが濃くなった。
なお、表記は色々みられるが、この表記が正しい。正式名称の場合は頭に「ジョン・レノン音楽祭20XX」と開催年が付く。「ジョン・レノン音楽祭20XX」を省略したときには、末尾に年号が付く。

## コンサート概要
ジョン・レノンが歌った音楽やメッセージ、愛と平和のスピリットを継承し、伝えていくことを目的に2001年からスタート。そのため参加アーティストは、ジョン・レノンのビートルズ時代・ソロ時代問わず、演奏・朗読などを行う。
コンサートの売上は、アジア、アフリカなどの貧困に苦しみ学校教育が行き届いていない地域の子どもたちへの、学校建設資金を提供している（2005年のコンサートでは、スマトラ沖地震・津波の被災地を中心に学校建設を支援した）。2001年から開催され、2009年までに世界26か国95校が建設された。今後さらに建設される予定。
オノ・ヨーコの諸事情により、2013年の開催を最後に休止した。

## 各回の概要

### 2001年
最初のライヴはジョンの誕生日である10月9日（火）に行われた。会場はさいたまスーパーアリーナ。ジョン・レノン・ミュージアムが併設されているなどの縁から選定されたと思われる。また、本来創立記念日のため同館は休館日であるが、特別に営業していた。
主催者で参加予定であったオノ・ヨーコ夫人は、米国のテロの影響により来日せず、自宅のダコタ・ハウスから会場に衛星生中継されメッセージを送った。不参加理由は、ニューヨークに留まって、市民を勇気付けることが重要であると判断したためと言われている。

#### 2001年出演アーティスト
- 赤坂泰彦 - ゲスト出演
- Acid Test - 桜井和寿 (Mr.Children)、田原健一 (Mr.Children)、小林武史によるユニット
- 奥田民生
- 押葉真吾
- オノ・ヨーコ（会場には出席せず、衛星生中継で合唱曲を一緒に歌った）
- 白井貴子
- ムッシュかまやつ
- ゆず
- 吉井和哉 (THE YELLOW MONKEY)
- 和田唱 (TRICERATOPS)

### 2002年
第2回目は12月9日（月）に開催された。会場は前年と同じく、さいたまスーパーアリーナ。チケットはユニクロで販売され、マフラーにチケットを縫い付けてあるという面白い趣向がなされている。

#### 2002年出演アーティスト
- 大貫妙子
- 押葉真吾
- オノ・ヨーコ
- 杏子
- キリンジ
- 坂本龍一
- 3B LAB.☆S
- 曽我部恵一
- トータス松本（ウルフルズ）
- 山崎まさよし

ほか

### 2003年
3回目となるライヴは10月2日（木）に行われた。会場は例年通り、さいたまスーパーアリーナ。

#### 2003年出演アーティスト
- スペシャルゲスト
  - オノ・ヨーコ
- トリビュートバンド
  - 土屋潔（ギター）
  - 西慎嗣（ギター）
  - 和田春比古（キーボード）
  - モンゴル（キーボード）
  - 井ノ浦英雄（ドラムス）
  - バカボン鈴木 (ベース)

- 内田裕也
- 奥田民生
- 押葉真吾
- 亀田誠治
- ISSA (DA PUMP)
- Do As Infinity - 「レボリューション」「ヘルプ!」「カム・トゥゲザー」
- 大塚雄三・小名川高弘 (CHARCOAL FILTER)
- Gackt
- Something ELse
- ZONE - 「テル・ミー・ホワイ」「ガール」の2曲
- 中村修二
- PUFFY
- MY LITTLE LOVER+曽我部恵一 -「オー・マイ・ラヴ」「ストロベリー・フィールズ・フォーエバー」「アクロス・ザ・ユニバース」「トゥモロー・ネバー・ノウズ」の4曲

- 皆川真人
- 村石雅行
- 本木雅弘 - 朗読で参加
- 森山良子
- 弥吉淳二

ほか

### 2004年
4回目のライヴは10月14日（木）に行われ、さいたまスーパーアリーナから会場が変わり、日本武道館で開催された。ビートルズが来日公演を行った場所という縁があるため選ばれたものと思われる。会場の観客全員にオノコードという電池式ミニペンライトを配布しライブ中に使用された。

#### 2004年出演アーティスト
- ISSA (DA PUMP)
- 宇崎竜童
- 押葉真吾
- 加藤登紀子
- 亀田誠治ユニット - 亀田誠治、KEIGO (FLOW)、 KOHSHI (FLOW)、ゴスペラーズ、宮沢和史
- 河口恭吾
- 曽我部恵一 with OO TELESA
- TRICERATOPS
- 畠山美由紀
- Rin'

ほか

### 2005年
5回目となるライヴは10月7日（金）に行われた。会場は2回目となる日本武道館で開催。前年同様、会場の観客全員にオノコードを配布し、ライブ中のコーナーで一斉に点灯された。

#### 2005年出演アーティスト
- 忌野清志郎
- 奥田民生
- 押葉真吾
- オノ・ヨーコ
- 小泉今日子
- 小柳ゆき
- 杉真理
- 曽我部恵一
- PUFFY
- BONNIE PINK
- 宮本亜門
- YOSHII LOVINSON
- LOVE PSYCHEDELICO

ほか

### 2006年
6回目となるライヴ。日程は11月4日（土）。会場は日本武道館。観客にはオノコードが配られ演出で使用された。

#### 2006年出演者
- オープニングアクト
  - TUCKER
- MC
  - パックンマックン
- トリビュートバンド
  - 阿部義晴
  - 押葉真吾（出演6回目）
  - 黒沢健一
  - 土屋潔
  - 古田たかし
  - 和田春彦
- オノ・ヨーコ
- Cocco
- スキマスイッチ
- 平原綾香
- LOVE PSYCHEDELICO（KUMI & NAOKI with ツアーバンド）（出演2回目）
- 曽我部恵一
- 押葉真吾
- 平川地一丁目
- 斉藤和義
- 佐野元春
- 宮沢りえ

#### 2006年プログラム
1. オープニングアクト - TUCKER（後半部にフロム・ミー・トゥ・ユー）
2. ジョン・レノンの生涯をまとめたPV上映
3. ア・デイ・イン・ザ・ライフ - リードボーカル: スキマスイッチ、佐野元春、平原綾香、押葉真吾、KUMI、平川地一丁目、曽我部恵一
4. オープニングMC - KUMI
5. ドント・レット・ミー・ダウン - 平川地一丁目
6. アクロス・ザ・ユニバース - 平川地一丁目
7. イン・マイ・ライフ - 平原綾香
8. マインド・ゲームス - 平原綾香
9. MC - パックンマックン
10. ヤー・ブルース - 押葉真吾
11. ラヴ（歌詞日本語訳朗読） ほか - 宮沢りえ
12. ノルウェーの森 - Cocco
13. ジェラス・ガイ - 曽我部恵一
14. マザー - 曽我部恵一
15. フリー・アズ・ア・バード - 斉藤和義
16. アイ・アム・ザ・ウォルラス (独自日本語訳バージョン) - 斉藤和義
17. MC （グッズ紹介、収益、設立校の説明ほか） - パックンマックン
18. MC （愛のメッセージキャンペーンの紹介） - 押葉真吾
19. アイ・ノウ - 押葉真吾
20. イマジン（歌詞日本語訳朗読） - 宮沢りえ
21. ストロベリー・フィールズ・フォーエバー(フィルム上映) （NEWアルバム『LOVE』より）
22. ヘルプ!（シングル「Aha!(All We Want)」カップリング曲バージョン） - LOVE PSYCHEDELICO
23. スタンド・バイ・ミー - LOVE PSYCHEDELICO
24. 浮気娘 - スキマスイッチ
25. アウト・ザ・ブルー - スキマスイッチ
26. カム・トゥゲザー - 佐野元春
27. 愛こそはすべて - 出演者全員（途中からオノ・ヨーコ登場）
28. ハッピー・クリスマス（戦争は終った） - 出演者全員
29. イマジン - 出演者全員&観客合唱
30. イマジン - PV上映

### 2007年
7回目となるライヴ。日程は命日である12月8日（土）に初めて行われる。会場は日本武道館。会場全員合唱「イマジン」では、クラウス・フォアマンがベースを担当した。

#### 2007年出演者
- トリビュート・バンド
  - 十川知司
  - 和田春彦
  - 土屋潔
  - 名越由貴夫
  - 押葉真吾（出演7回目）
  - 古田たかし
- オノ・ヨーコ
- 奥田民生（出演4回目）
- 吉井和哉（出演3回目）（吉井和哉としては2回目）
- Chara（初出演）
- BONNIE PINK（出演2回目）
- LOVE PSYCHEDELICO（出演連続3回目）
- THE SUNDAY DRIVERS（箭内道彦・渡辺健二（スネオヘアー））（初出演）
- 斉藤和義（出演連続2回目）
- 樹木希林（初出演）
- 木村カエラ（初出演）
- くるり（初出演）
- 忌野清志郎（出演2回目） with 仲井戸麗市
- クラウス・フォアマン（初出演）

### 2008年
8回目となるライヴ。ジョン・レノンの命日である2008年12月8日に開催。（命日開催は2回目）。会場は5年連続となる日本武道館。

#### 2008年出演者
- オノ・ヨーコ（8年連続出演・通算8回目）（1回目は衛星放送出演）
- 絢香（初出演）
- 奥田民生（3年連続出演・通算5回目）
- 斉藤和義（3年連続出演・通算3回目）
- 斎藤ノブ×夏木マリ（初出演）
- Salyu（初出演）
- THE SUNDAY DRIVERS（箭内道彦×渡辺健二（スネオヘアー））（2年連続出演・通算2回目）
- ショーン・レノン（ビデオ出演）
- Char（初出演）
- トータス松本（第2回目公演以来6年ぶり・通算2回目）
- フジファブリック（初出演）
- BONNIE PINK（2年連続出演・通算3回目）
- 宮﨑あおい（初出演・曲の朗読）
- ゆず（第1回目公演以来7年ぶり・通算2回目）
- 吉井和哉（2年連続出演・通算4回目）
- LOVE PSYCHEDELICO（4年連続出演・通算4回目）
- トリビュート・バンド (Dr. Winston O' Boogie)
  - 十川知司（ピアノ/キーボード）
  - 和田春彦（キーボード/バンドマスター）
  - 長田進（ギター）
  - 土屋潔（ギター）
  - 押葉真吾（ベース） (出演連続8回目)
  - 古田たかし（ドラム）

### 2009年
9回目となるライヴ。ジョン・レノンの命日である2009年12月8日に開催。（命日開催は3回目）。会場は6年連続となる日本武道館。

#### 2009年出演者
- オノ・ヨーコ（コンサート提唱者）
- 浅井健一（初出演）
- 泉谷しげる（初出演）
- 奥田民生（3年連続6回目の出演）
- Cocco（3年ぶり2回目の出演）
- BONNIE PINK（3年連続4回目の出演）
- 松本素生 (GOING UNDER GROUND)（初出演）
- 松山ケンイチ（初出演）
- 吉井和哉（3年連続5回目）
- LOVE PSYCHEDELICO（5年連続5回目の出演）
- Leyona（初出演）
- ROCK'A'TRENCH（初出演）
- 山﨑努/山崎直子（初出演：ナレーション出演）
- 箭内道彦（3年連続3回目：映像演出）
- 忌野清志郎（映像出演）
- トリビュート・バンド (Dr. Winston O' Boogie)
  - 十川知司（ピアノ/キーボード）
  - 和田春彦（キーボード/バンドマスター）
  - 土屋潔（ギター）
  - 長田進（ギター）
  - 押葉真吾（ベース）
  - 古田たかし（ドラム）

### 2010年
10回目となるライヴ。ジョン・レノンの命日である2010年12月8日に開催。（命日開催は4回目）。会場は7年連続となる日本武道館。

#### 2010年出演者
- オノ・ヨーコ（コンサート提唱者）
- 浅井健一（2年連続2回目）
- 奥田民生（4年連続7回目）
- 斉藤和義（2年ぶり4回目）
- 曽我部恵一（4年ぶり5回目）
- 東京スカパラダイスオーケストラ（初出演）
- 堂珍嘉邦（初出演）
- BONNIE PINK（4年連続5回目の出演）
- ゆず（2年ぶり3回目）
- 吉井和哉（4年連続6回目）
- LOVE PSYCHEDELICO（6年連続6回目の出演）
- トリビュート・バンド (Dr. Winston O' Boogie)
  - 金澤ダイスケ（ピア奥田民生（4年連続LOVE PSYCHEDELICO（6年連続6回目の出演）7回目）ノ/キーボード）
  - 和田春彦（キーボード/バンドマスター）
  - 土屋潔（ギター）
  - 長田進（ギター）
  - 押葉真吾（ベース）
  - 古田たかし（ドラム）

### 2011年
11回目となるライヴ。ジョン・レノンの命日である2011年12月8日に開催。（命日開催は5回目）。会場は8年連続となる日本武道館。

#### 2011年出演者
- オノ・ヨーコ（コンサート提唱者）
- 桑田佳祐（スペシャルゲスト）
- 奥田民生（5年連続8回目）
- 吉井和哉（5年連続7回目）
- 斉藤和義（2年連続5回目）
- BONNIE PINK（5年連続6回目）
- LOVE PSYCHEDELICO（7年連続7回目の出演）
- サニーデイ・サービス
- ROY（THE BAWDIES）
- OVERGROUND　ACOUSTIC　UNDERGROUND
- 箭内道彦（MC）
- 杏（詩の朗読）
- 菅原文太（声の出演）
- ジョン・レノン（バーチャル出演）
- トリビュートバンド (Dr. Winston O' Boogie)
- 斎藤有太（キーボード）
- 和田春彦（バンドマスター、キーボード）
- 土屋潔（ギター）
- 長田進（ギター）
- 押葉真吾（ベース）
- 古田たかし（ドラム）

## 支援校
過去10回のコンサートでアジア・アフリカ・中南米に建設された学校は、下記の28か国107校にのぼる。（）内の数字は支援したコンサートの年を表す。
- ベナン／ Benin
  - Perma Secondary School (2008)
- ブルキナファソ／ Burkina Faso
  - Dargouma Village Elementary School (2001)
  - Kamsaongho Primary School (2007)
- カンボジア／ Cambodia
  - Samrong Primary School (2003)
  - Sandan Primary School (2003)
  - Angkor Thom Junior High School (2003)
  - Kantuoth Primary School (2007)
- カメルーン／ Cameroon
  - GS Pomla Hamayero Primary School (2008)
  - Government School Mughom (2009)
- 中国／ China
  - Yanzichuan Village Elementary School (2001)
  - Sishang Primary School (2002)
  - Gaojiawashang Primary School (2002)
  - Shenjiawan Primary School (2002)
  - Liujjiawa Village School (2002)
  - Shiziyan Village School (2002)
  - Gaoqiao Primary School (2004)
  - Han Village Primary School (2004)
  - Xuxipan Primary School (2004)
  - Dong Lian Primary School (2005)
  - Kang Le Primary School (2005)
  - Zhan Ma Yan Primary School (2006)
  - Namcun Junior High School (2006)
  - Xi Cao Primary School (2007)
  - Gaoba Primary School (2007)
- ドミニカ／ Dominican
  - Juan Esteban Primary School (2009)
- 東ティモール／ East Timor
  - Cotolau Primary School (2004)
  - Balibar Primary School (2004)
- エクアドル／ Ecuador
  - Arturo Quezada School (2009)
- エチオピア／ Ethiopia
  - Dogoso Primary School (2008)
  - Lemlem primary & Junior Secondary School (2008)
- ガーナ／ Ghana
  - Domangli Primary School (2009)
- グアテマラ／ Guatemala
  - Patzocon Primary School (2009)
  - Pahoj Primary School (2009)
  - San Miguel Mojon School (2009)
  - Hierba Buena School (2009)
- ギニア／ Guinea
  - Ndeleou District Elementary School (2001)
  - Heremakono District Elementary School (2001)
  - Waoutoh District Elementary School (2001)
  - Kango District Elementary School (2001)
  - Yendenin District Elementary School (2001)
  - Koindou District Elementary School (2001)
- ギニアビサウ／ Guinea Bissau
  - Cambeidare Primary School (2003)
  - Tabanane Primary School (2003)
  - Salia Primary School (2003)
  - Fa-Mandinga Primary School (2003)
- ケニア／ Kenya
  - Tuju Primary School (2004)
  - Ndhere Primary School (2004)
  - Dagamoyo Primary School (2004)
  - Naya Primary School (2007)
- マラウイ／ Malawi
  - Kadweya School (2002)
  - Kaswadongo Junior Primary School (2002)
  - Mkanda Full Primary School (2005)
- ネパール／ Nepal
  - Janta Primary School (2005)
  - Ramsita Secondary School (2005)
  - Shree Rastria Nimna School (2005)
  - Bhanu Nimn Madhyamik Vidhyalaya School (2006)
  - Shree Primary School (2006)
- パキスタン／ Pakistan
  - Girls Primary School Maira (2002)
  - Girls Secondary School Gah (2002)
- フィリピン／ The Philippines
  - Sisim-Minanga Elementary School (2001)
  - Minanga Elementary School (2001)
  - Cag-abaca Elementary School (2006)
  - Palanas High School (2006)
  - Kawayan Elementary School (2007)
  - Pedro C. Sese, Sr. Memorial High School (2007)
  - Balangkayan National High School (2007)
  - Getigo Elementary School (2008)
  - Talisay Elementary School (2008)
- セネガル／ Senegal
  - Keur Madiabel II Elementary School (2003)
  - Velingara Elementary School (2003)
  - Sam Ndiaye Primary School (2006)
  - Ndiakhipe Niang School (2006)
- シエラレオネ／ Sierra Leone
  - Church of God School (2004)
- スリランカ／ Sri Lanka
  - Netolpitiya M.V. (2003)
  - Chulabhaya M.V. (2003)
  - Bambaragalayaya K.V. (2003)
  - Berminiyanwila Primary School (2005)
  - Neolpitiya Primary School (2005)
  - Ratwatte Tea Plantation School (2006)
  - Balakaduwamuslim School (2006)
  - Gamunupura Primary School (2007)
- タンザニア／ Tanzania
  - Amani Primary School (2008)
- タイ／ Thailand
  - Ban Toom Primary School (2006)
  - Wanponkumnamkliang School (2006)
  - Ban Praipattana School (2007)
  - Ban Tongton School (2008)
  - Ban Saeprai School (2009)
- トーゴ／ Togo
  - EPP Pagala Rails G/A Primary School (2005)
  - EPP Pagala Rails G/B Primary School (2005)
  - EPP Kazaboua C Primary School (2005)
- ベトナム／ Vietnam
  - Tan Long Primary School (2001)
  - Lai Binh Primary School (2008)
  - Cua Mec Pre-school (2008)
- ザンビア／ Zambia
  - Tikondane Primary School (2002)